# Фальцет
Фальце́т (итал. falsetto от falso «ложный»), или фистула́ (лат. fistula «свирель»), — верхний головной регистр певческого голоса, который беден обертонами и тембрально проще основного (грудного) голоса исполнителя. Анатомически фальцет рождается звукоизвлечением, когда голосовые складки переходят в режим, в котором колеблются лишь крайние, ближайшие к щели слои ткани слизистой. Фальцет применяется лишь для особой окраски звука. Обычно термин «фальцет» применяется к мужским голосам.

## Звучание и применение

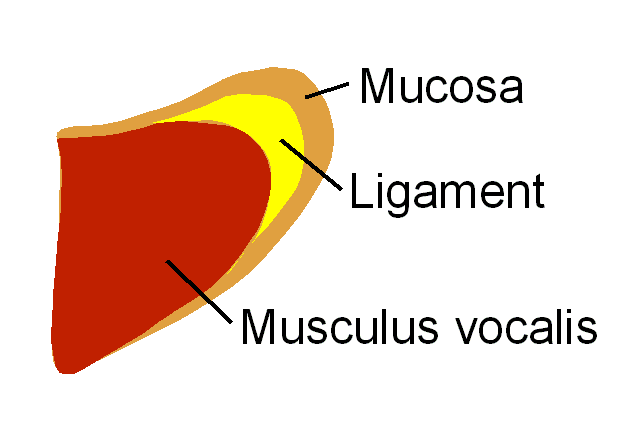
Голосовые складки, схематическое изображение

Процесс фонации фальцетом

Фальцет тембрально отличается от грудного голоса. У некоторых людей он может быть весьма развит и иметь весьма приемлемые певческие качества, но всё равно значительно отличается от основного голоса. У других людей фальцет менее выразительный, тусклый, беден обертонами, что ограничивает его применение в пении. Довольно часто встречаются случаи, когда у мужчин практически отсутствует фальцет, звучание верхнего регистра полное, звонкое, фальцет практически сливается с основным голосом и сам по себе весьма тихий. Вероятно, это связано с практическим отсутствием тонких крайних слоёв ткани в строении голосовых складок.
Алексей Иванов в книге «Искусство пения» охарактеризовал фальцет следующим образом:

Само название говорит уже за себя: ложный звук. Он получается путём колебания только лишь краёв связок, и при этом гортань находится гораздо выше её обычного певческого положения. Характер звука резко отличается от нормального тембра голоса и походит по высоте на женский. Фальцет очень распространён в камерном пении и особенно часто им пользуются лирические тенора.

В некоторых случаях композиторы используют фальцет в операх для создания определённого образа. Например, фальцетом исполняются фразы в партиях Фальстафа в одноимённой опере Верди и Фигаро в «Севильском цирюльнике» (обе написаны для баритона), там, где персонажи имитируют голоса женщин: Алисы Форд в первом случае и Розины — во втором.
Фальцет также часто используется как приём в эстрадной и рок-музыке, а также для исполнения певцами оперных партий, тесситурно написанных для более высокого голоса — в расчёте на кастратов, контратеноров и теноров-альтино.
С возрастом техника фальцета становится более сложной для исполнителя ввиду возрастных изменений в строении голосового аппарата.

## Falsettone
В итальянской традиции от фальцета (falsetto) отличают фальсеттоне (falsettone) — разновидность смешанного регистра, предполагающую сочетание головного регистра с активным включением голосовых связок. Главное отличие от фальцета — степень вовлечения связок: если фальцет подразумевает их минимальную вибрацию, то фальсеттоне задействует их почти полностью, создавая яркий, «металлический» тембр. Эта техника позволяла тенорам первой половины XIX века вроде Дж. Давида или Дж. Б. Рубини исполнять экстремально высокие ноты (вплоть до до³, ре³ и выше) с мощью, необходимой для больших оперных залов.

## Женский фальцет
И мужчины, и женщины физически способны использовать фальцет. До научных исследований 1950-х и 1960-х гг. было распространено мнение, что фальцет есть только у мужчин. Одно из вероятных объяснений того, почему женский фальцет не замечали ранее, состоит в том, что у мужчин более заметна разница в тембре и громкости голоса между фальцетом и модальным голосом, чем у женщин. Тем не менее видеосъёмка работы гортани показывает, что женщины могут пользоваться и пользуются фальцетом. Электромиографические исследования нескольких ведущих логопедов и педагогов вокала также это подтверждают.
Педагоги вокала по-разному отнеслись к появлению научных доказательств того, что у женщин есть регистр фальцета. В настоящее время эти споры существуют не в научной среде, а аргументы против существования женского фальцета не соответствуют современным знаниям о физиологии. Некоторые пионеры вокальной педагогики, например, Маргарет Грин (англ. Margaret Green) и Уильям Веннар, быстро приняли результаты научных исследований 1950-х гг. и провели дальнейшие исследования женского фальцета, а также применили полученные знания в обучении певиц. Некоторые другие педагоги, напротив, не признали эту идею, и оппозиция концепции женского фальцета продолжила существовать среди учителей пения долгое время после того, как были получены научные доказательства существования женского фальцета. Так, известный оперный певец и учитель вокала Ричард Миллер в своей книге 1997 г. писал, что немецкая школа вокала широко внедрила идею женского фальцета в педагогическую практику, тогда как во французской и английской школах есть как сторонники, так и противники этой идеи, а в итальянской школе пения идея женского фальцета преимущественно отрицается. В своей книге 2004 г. Миллер заявил, что нелогично говорить о женском фальцете, поскольку его тембр на высоких нотах не имеет радикальных отличий по качеству от модального голоса певицы.
Тем не менее другие писатели предупреждают об опасностях в случае, если женский фальцетный регистр не распознаётся. В частности, Джеймс Маккинни (James McKinney) пишет, что многие юные певицы заменяют фальцетом верхние ноты своего модального голоса. В результате некоторых юных контральто или меццо-сопрано ошибочно идентифицируют как сопрано, поскольку те способны петь фальцетом в тесситуре сопрано.